# Muzeum Egipskie w Berlinie
Muzeum Egipskie w Berlinie, (niem. Ägyptisches Museum und Papyrussammlung) – miejskie muzeum stolicy Niemiec Berlina, w którym znajduje się kolekcja zabytków starożytnego Egiptu.

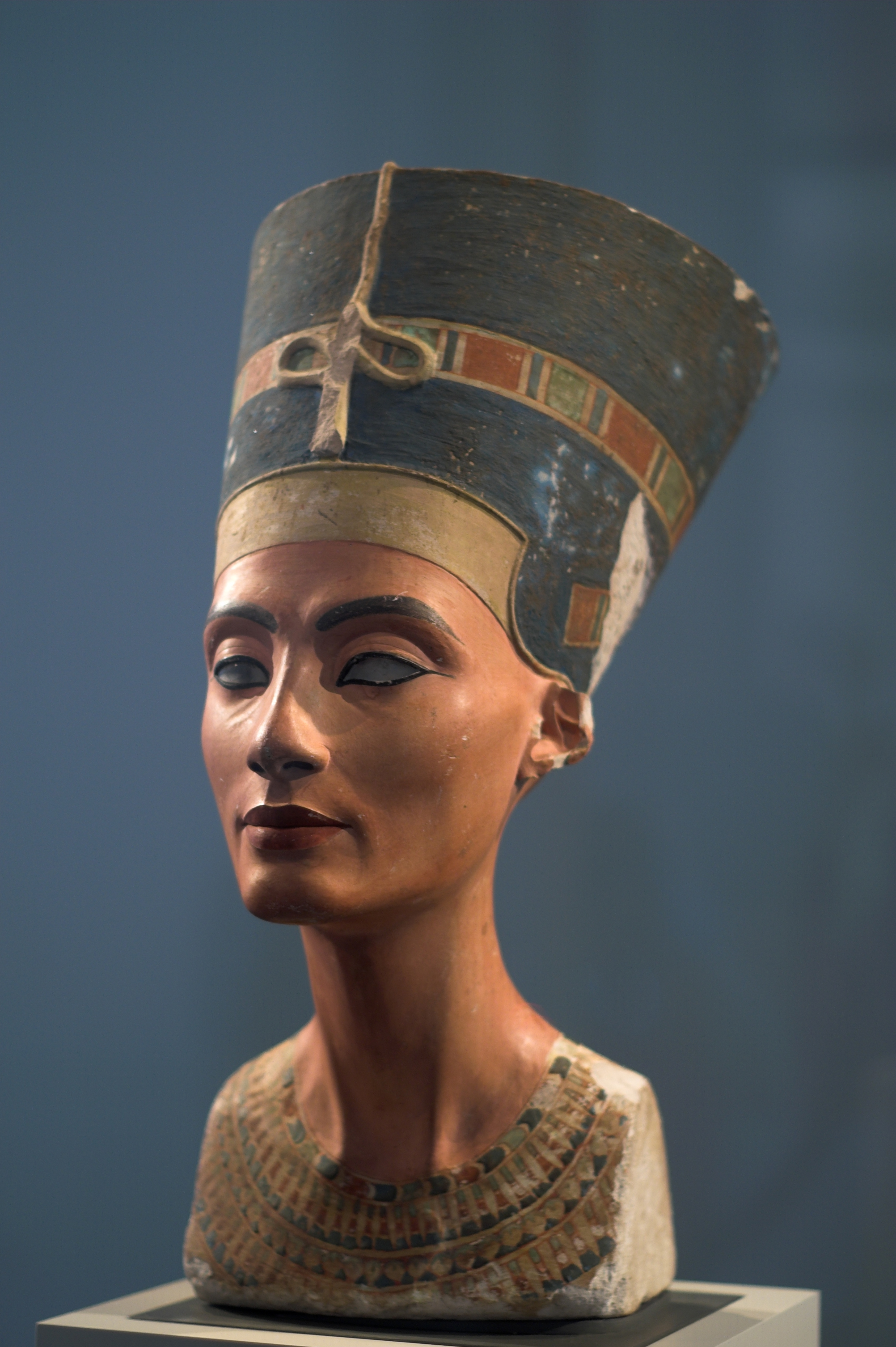
Popiersie Nefretete, Muzeum Egipskie w Berlinie

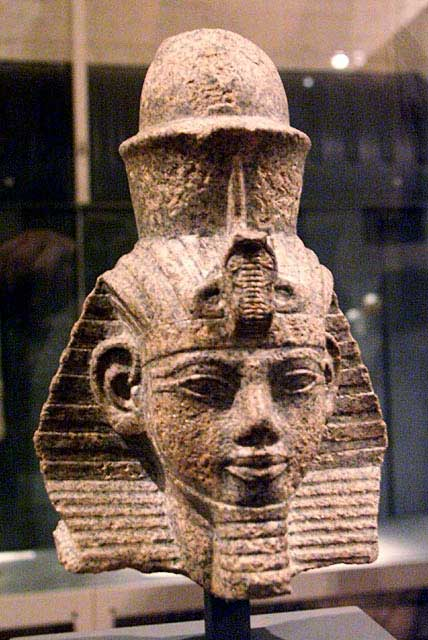
Faraon Amenhotep III, Muzeum Egipskie w Berlinie

Początek muzeum dały zbiory eksponatów z królewskiej kolekcji królów pruskich. Niemiecki podróżnik i przyrodnik Alexander von Humboldt zarekomendował utworzenie działu starożytnego Egiptu. Pierwszy obiekt został przywieziony do Berlina w 1828 r. za panowania Fryderyka Wilhelma III. Najsłynniejszym obiektem, jaki można zobaczyć w muzeum jest dobrze zachowane i żywe kolorystycznie popiersie królowej Nefertiti.
1 maja 2005 Muzeum Egipskie, które znajdowało się w dzielnicy Charlottenburg, zostało zamknięte i przeniesione na Wyspę Muzeów. Uroczyste otwarcie w nowej siedzibie nastąpiło 3 sierpnia 2005.